# Champions Trophy de hockey sobre césped masculino de 2012
El Champions Trophy Masculino de Hockey de 2012 fue la 34° edición del Champions Trophy masculino. Se llevó a cabo en Melbourne, Australia, del 1 al 9 de diciembre de 2012.
El champions Trophy Masculino de Hockey es el tercer torneo más importante de hockey según la FIH ( Federación Internacional de Hockey) después de los Juegos Olímpicos y la Copa del Mundo.
Australia ganó el torneo al derrotar a Países Bajos 2-1 en la final, consiguiendo así Australia su quinto título consecutivo.

## Clasificación
España estaba clasificada al torneo por haber sido subcampeón de la edición pasada, pero por cuestiones financieras no pudieron jugar el torneo. En su reemplazo, un equipo adicional fue nominado por la FIH para participar del torneo. Los equipos finales fueron:
- Australia (país local y campeón defensor)
- Países Bajos (tercero en el Champions Trophy 2011)
- Nueva Zelanda (cuarto en el Champions Trophy 2011)
- Alemania (quinto en el Champions Trophy 2011)
- Bélgica (Campeón del Champions Challenge I 2011)
- Inglaterra (Nominado por la FIH)[3]
- India (Nominado por la FIH)[4]
- Pakistán (Nominado por la FIH)[4]

## Calendario y resultados
- Todos los horarios corresponden a la hora local este de Australia (UTC+11)

### Primera fase

#### Grupo A
| Equipo        | J | G | E | P | GF | GC | DG | PTS |
| ------------- | - | - | - | - | -- | -- | -- | --- |
| India         | 3 | 2 | 0 | 1 | 9  | 6  | +3 | 6   |
| Alemania      | 3 | 2 | 0 | 1 | 7  | 8  | -1 | 6   |
| Inglaterra    | 3 | 1 | 1 | 1 | 6  | 5  | +1 | 4   |
| Nueva Zelanda | 3 | 0 | 1 | 2 | 5  | 8  | -3 | 1   |

- Resultados

| Fecha | Hora¹ | Partido       | Partido | Partido       | Resultado |
| ----- | ----- | ------------- | ------- | ------------- | --------- |
| 01.12 | 12:30 | Alemania      | -       | Nueva Zelanda | 3-2       |
| 01.12 | 16:30 | Inglaterra    | -       | India         | 1-3       |
| 02.12 | 14:30 | Inglaterra    | -       | Alemania      | 4-1       |
| 02.12 | 18:30 | Nueva Zelanda | -       | India         | 2-4       |
| 04.12 | 13:30 | Nueva Zelanda | -       | Inglaterra    | 1-1       |
| 04.12 | 17:30 | Alemania      | -       | India         | 3-2       |

#### Grupo B
| Equipo       | J | G | E | P | GF | GC | DG | PTS |
| ------------ | - | - | - | - | -- | -- | -- | --- |
| Países Bajos | 3 | 2 | 1 | 0 | 8  | 5  | +3 | 7   |
| Australia    | 3 | 2 | 1 | 0 | 5  | 2  | +3 | 7   |
| Pakistán     | 3 | 1 | 0 | 2 | 3  | 4  | -1 | 3   |
| Bélgica      | 3 | 0 | 0 | 3 | 6  | 11 | -5 | 0   |

- Resultados

| Fecha | Hora¹ | Partido      | Partido | Partido      | Resultado |
| ----- | ----- | ------------ | ------- | ------------ | --------- |
| 01.12 | 10:30 | Países Bajos | -       | Pakistán     | 3-1       |
| 01.12 | 14:30 | Australia    | -       | Bélgica      | 4-2       |
| 02.12 | 12:30 | Bélgica      | -       | Pakistán     | 0-2       |
| 02.12 | 16:30 | Países Bajos | -       | Australia    | 0-0       |
| 04.12 | 15:30 | Bélgica      | -       | Países Bajos | 4-5       |
| 04.12 | 19:30 | Australia    | -       | Pakistán     | 1-0       |

### Segunda ronda
|  | Cuartos de final       | Cuartos de final       |                        |       | Semifinales            | Semifinales            |  |  | Final                  | Final |
|  |                        |                        |                        |       |                        |                        |  |  |                        |       |
|  | 6 de diciembre de 2012 |                        |                        |       |                        |                        |  |  |                        |       |
|  |                        |                        |                        |       |                        |                        |  |  |                        |       |
|  | India                  | 1                      |                        |       |                        |                        |  |  |                        |       |
|  | India                  | 1                      | 8 de diciembre de 2012 |       |                        |                        |  |  |                        |       |
|  | Bélgica                | 0                      |                        |       |                        |                        |  |  |                        |       |
|  | Bélgica                | 0                      | India                  | 0     |                        |                        |  |  |                        |       |
|  | 6 de diciembre de 2012 |                        | India                  | 0     |                        |                        |  |  |                        |       |
|  |                        | Australia              | 3                      |       |                        |                        |  |  |                        |       |
|  | Australia              | Australia              | 3                      | 2     |                        |                        |  |  |                        |       |
|  | Australia              |                        | 9 de diciembre de 2012 | 2     |                        |                        |  |  |                        |       |
|  | Inglaterra             | 0                      |                        |       |                        |                        |  |  |                        |       |
|  | Inglaterra             | 0                      | Australia (pro.)       | 2     |                        |                        |  |  |                        |       |
|  | 6 de diciembre de 2012 |                        | Australia (pro.)       | 2     |                        |                        |  |  |                        |       |
|  |                        | Países Bajos           | 1                      |       |                        |                        |  |  |                        |       |
|  | Alemania               | Países Bajos           | 1                      | 1     |                        |                        |  |  |                        |       |
|  | Alemania               | 8 de diciembre de 2012 |                        | 1     |                        |                        |  |  |                        |       |
|  | Pakistán               | 2                      |                        |       |                        |                        |  |  |                        |       |
|  | Pakistán               | 2                      | Pakistán               | 2     | Tercer y cuarto puesto | Tercer y cuarto puesto |  |  |                        |       |
|  | 6 de diciembre de 2012 |                        | Pakistán               | 2     | Tercer y cuarto puesto | Tercer y cuarto puesto |  |  |                        |       |
|  |                        | Países Bajos           | 5                      |       |                        |                        |  |  |                        |       |
|  | Países Bajos           | Países Bajos           | 5                      | 2     | Pakistán               | 3                      |  |  |                        |       |
|  | Países Bajos           |                        |                        | 2     | Pakistán               | 3                      |  |  |                        |       |
|  | Nueva Zelanda          | 0                      |                        | India | 2                      |                        |  |  |                        |       |
|  | Nueva Zelanda          | 0                      |                        |       | 2                      |                        |  |  |                        |       |
|  |                        |                        |                        |       |                        |                        |  |  | 9 de diciembre de 2012 |       |
|  |                        |                        |                        |       |                        |                        |  |  |                        |       |

|  | Perdedores de cuartos  | Perdedores de cuartos  |   |                        | 5º puesto              | 5º puesto |  |
|  |                        |                        |   |                        |                        |           |  |
|  |                        |                        |   |                        |                        |           |  |
|  | 8 de diciembre de 2012 |                        |   |                        |                        |           |  |
|  | Bélgica                | 4                      |   |                        |                        |           |  |
|  | Inglaterra             | 0                      |   |                        |                        |           |  |
|  |                        |                        |   |                        |                        |           |  |
|  |                        |                        |   |                        | 9 de diciembre de 2012 |           |  |
|  |                        |                        |   |                        | Bélgica (pro.)         | 5         |  |
|  |                        | Alemania               | 4 |                        |                        |           |  |
|  |                        |                        |   |                        |                        |           |  |
|  |                        |                        |   |                        |                        |           |  |
|  |                        |                        |   |                        | 7º puesto              |           |  |
|  | 8 de diciembre de 2012 | 8 de diciembre de 2012 |   | 9 de diciembre de 2012 | 9 de diciembre de 2012 |           |  |
|  | Alemania               | 6                      |   | Inglaterra             | 2                      |           |  |
|  | Nueva Zelanda          | 4                      |   |                        | Nueva Zelanda (pro.)   | 3         |  |

#### Cuartos de final
| Fecha | Hora¹ | Partido      | Partido | Partido       | Resultado |
| ----- | ----- | ------------ | ------- | ------------- | --------- |
| 06.12 | 12:30 | Alemania     | -       | Pakistán      | 1-2       |
| 06.12 | 15:00 | Países Bajos | -       | Nueva Zelanda | 2-0       |
| 06.12 | 17:30 | India        | -       | Bélgica       | 1-0       |
| 06.12 | 20:00 | Australia    | -       | Inglaterra    | 2-0       |

#### Ronda del quinto al octavo lugar

##### Semifinales
| Fecha | Hora¹ | Partido  | Partido | Partido    | Resultado |
| ----- | ----- | -------- | ------- | ---------- | --------- |
| 08.12 | 08:30 | Bélgica  | -       | Inglaterra | 4-0       |
| 08.12 | 11:00 | Alemania | -       | Canadá     | 6-4       |

##### Partido por el séptimo puesto (7°-8°)
| Fecha | Hora¹ | Partido    | Partido | Partido       | Resultado  |
| ----- | ----- | ---------- | ------- | ------------- | ---------- |
| 09.12 | 08:30 | Inglaterra | -       | Nueva Zelanda | 2-3 (pro.) |

##### Partido por el quinto puesto (5°-6°)
| Fecha | Hora¹ | Partido | Partido | Partido  | Resultado  |
| ----- | ----- | ------- | ------- | -------- | ---------- |
| 02.12 | 11:00 | Bélgica | -       | Alemania | 5-4 (pro.) |

#### Ronda del primer al cuarto lugar

##### Semifinales
| Fecha | Hora¹ | Partido  | Partido | Partido      | Resultado |
| ----- | ----- | -------- | ------- | ------------ | --------- |
| 08.12 | 13:30 | Pakistán | -       | Países Bajos | 2-5       |
| 08.12 | 17:00 | India    | -       | Australia    | 0-3       |

##### Partido por el tercer lugar (3°-4°)
| Fecha | Hora¹ | Partido  | Partido | Partido | Resultado |
| ----- | ----- | -------- | ------- | ------- | --------- |
| 09.12 | 13:30 | Pakistán | -       | India   | 3-2       |

##### Final
| Fecha | Hora¹ | Partido      | Partido | Partido   | Resultado  |
| ----- | ----- | ------------ | ------- | --------- | ---------- |
| 09.12 | 16:00 | Países Bajos | -       | Australia | 1-2 (pro.) |

## Premios y reconocimientos
| Goleador    | Jugador del torneo | Arquero del torneo | Premio al juego limpio |
| ----------- | ------------------ | ------------------ | ---------------------- |
| Nick Wilson | Shakeel Abbasi     | Jaap Stockmann     | Países Bajos           |

## Estadísticas

### Clasificación final
1. Australia
2. Países Bajos
3. Pakistán
4. India
5. Bélgica
6. Alemania
7. Nueva Zelanda
8. Inglaterra